# Randy Ragan
Randy Lee Ragan (Alberta, 7 giugno 1959) è un ex calciatore canadese, di ruolo difensore.

## Carriera

### Nazionale
Ha partecipato, con la rappresentativa canadese ai Giochi olimpici del 1984 e prese parte, sul finire della sua carriera, alla spedizione canadese qualificatasi alla fase finale del campionato del mondo 1986.